# Cantons d'Ille i Vilaine
Els Cantons d'Ille i Vilaine (Bretanya) són 52 i s'agrupen en 4 districtes:

Districtes i cantons d'Ille-et-Vilaine

- Districte de Rennes (25 cantons, prefectura Rennes):
  - Cantó de Bécherel
  - Cantó de Betton
  - Cantó de Bruz
  - Cantó de Cesson-Sévigné
  - Cantó de Châteaugiron
  - Cantó de Hédé
  - Cantó de Janzé
  - Cantó de Liffré
  - Cantó de Montauban-de-Bretagne
  - Cantó de Montfort-sur-Meu
  - Cantó de Mordelles
  - Cantó de Plélan-le-Grand
  - Cantó de Rennes-Bréquigny
  - Cantó de Rennes-Centre
  - Cantó de Rennes-Centre-Oest
  - Cantó de Rennes-Centre-Sud
  - Cantó de Rennes-Est
  - Cantó de Rennes-le-Blosne
  - Cantó de Rennes-Nord
  - Cantó de Rennes-Nord-Est
  - Cantó de Rennes-Nord-Oest
  - Cantó de Rennes-Sud-Est
  - Cantó de Rennes-Sud-Oest
  - Cantó de Saint-Aubin-d'Aubigné
  - Cantó de Saint-Méen-le-Grand

- Districte de Fougères-Vitré (12 cantons, sotsprefectura de Fougères):
  - Cantó d'Antrain
  - Cantó d'Argentré-du-Plessis
  - Cantó de Châteaubourg
  - Cantó de Fougères-Nord
  - Cantó de Fougères-Sud
  - Cantó de La Guerche-de-Bretagne
  - Cantó de Louvigné-du-Désert
  - Cantó de Retiers
  - Cantó de Saint-Aubin-du-Cormier
  - Cantó de Saint-Brice-en-Coglès
  - Cantó de Vitré-Est
  - Cantó de Vitré-Oest

- Districte de Redon (7 cantons, sotsprefectua de Redon):
  - Cantó de Bain-de-Bretagne
  - Cantó de Grand-Fougeray
  - Cantó de Guichen
  - Cantó de Maure-de-Bretagne
  - Cantó de Pipriac
  - Cantó de Redon
  - Cantó du Sel-de-Bretagne

- Districte de Saint-Malo (9 cantons, sotsprefectura Saint-Malo):
  - Cantó de Cancale
  - Cantó de Châteauneuf-d'Ille-et-Vilaine
  - Cantó de Combourg
  - Cantó de Dinard
  - Cantó de Dol-de-Bretagne
  - Cantó de Pleine-Fougères
  - Cantó de Saint-Malo-Nord
  - Cantó de Saint-Malo-Sud
  - Cantó de Tinténiac